# Fallblattanzeige

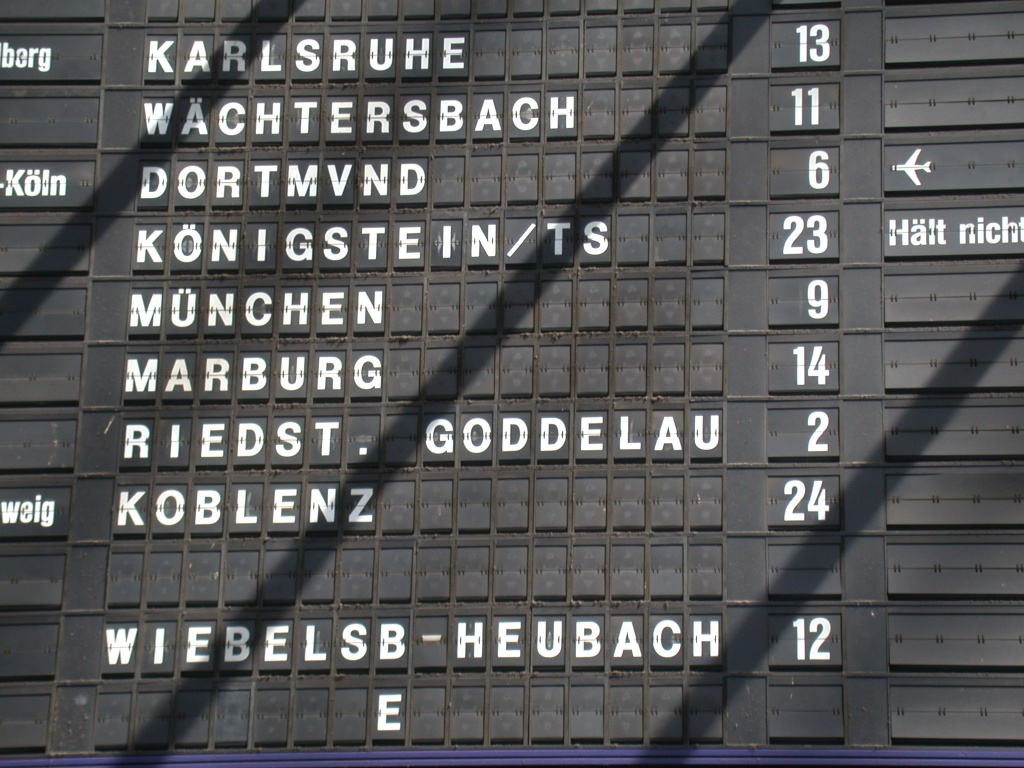
Fallblattanzeigetafel von Krone am Hauptbahnhof Frankfurt am Main, im Einsatz bis September 2005. Typisch für größere Anlagen sind einzelne schadhafte Module, in diesem Fall das V statt einem U bei Dortmund und das E statt einem Leerfeld in der untersten Zeile.

Eine Fallblattanzeige, fälschlicherweise manchmal „Faltblattanzeige“ genannt, kommt vor allem als Anzeige bei Digitaluhren, insbesondere bei Synchronuhren, als Kalender, bei Aufrufanzeigen in Wartebereichen sowie bei Anzeigetafeln auf Flughäfen und Bahnhöfen zum Einsatz. Sie wurde jedoch inzwischen weitgehend durch großformatige Segmentanzeigen, Matrixanzeigen oder bistabile Anzeigeelemente abgelöst.
Bei rein numerischen Anzeigen spricht man alternativ auch von einer Klappzahluhr, Klappzahlenuhr, Klappziffernuhr, Klappzahlenanzeige, Klappziffernanzeige oder Springziffernuhr. Sind in der Anzeige Elemente verbaut, die mehr als einen Buchstaben oder eine Ziffer anzeigen können, also zum Beispiel zweistellige Stunden- bzw. Minutenangaben oder ganze Wörter, so werden diese auch Palettenuhr respektive Palettenanzeiger genannt.

## Geschichte

### Turmuhren

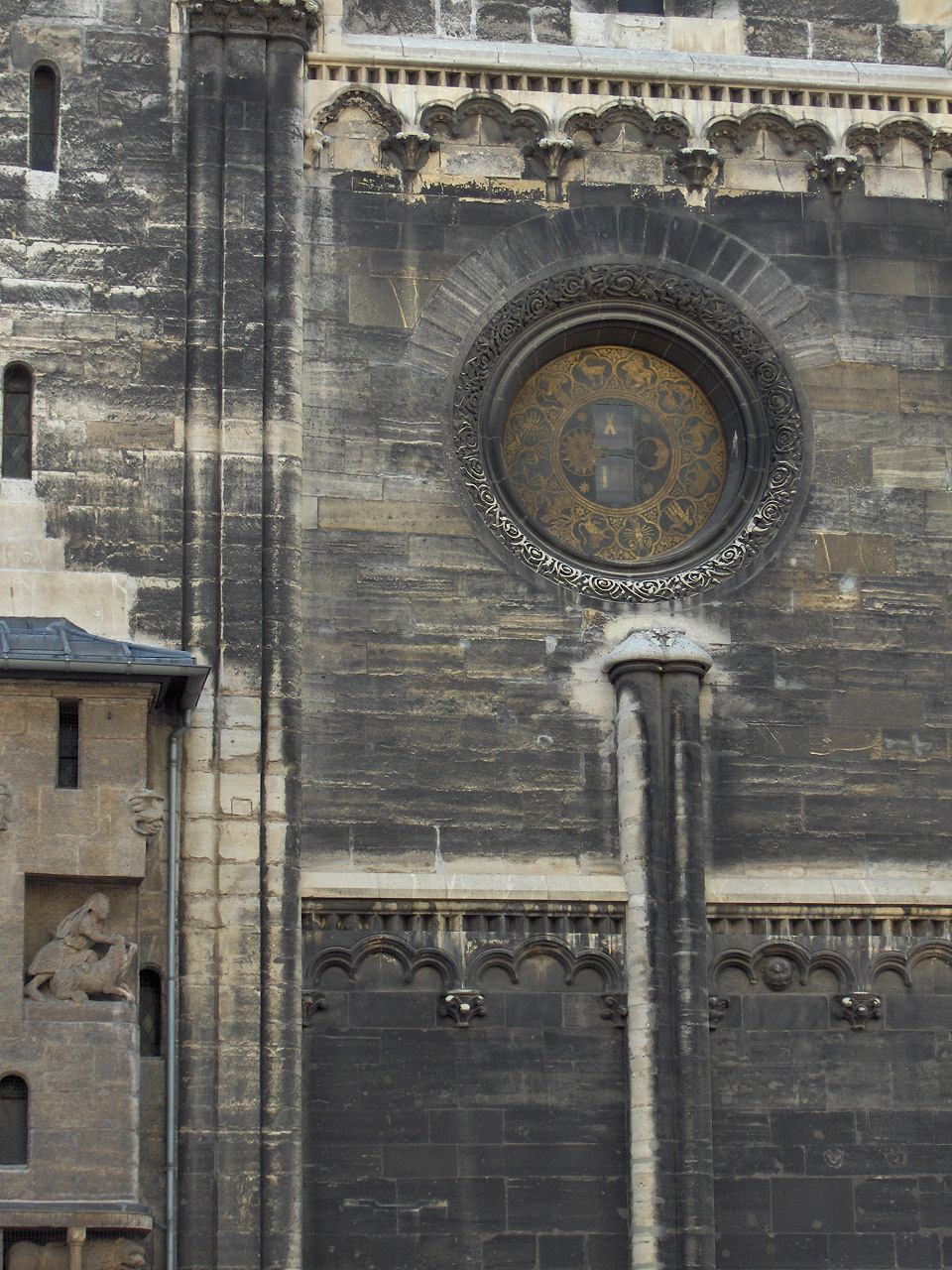
Die sogenannte Springuhr von 1862 am Wiener Stephansdom

Als weltweit erste Fallblattanzeige gilt die 1862 eingebaute Turmuhr an der Westfassade des Wiener Stephansdoms. Diese sogenannte Springuhr war bereits einem digitalen Springzahlenwerk ausgestattet. Ihre zwölf Klappen des oberen Feldes zeigten dabei die Stunden in römischer Zahlschrift an, die gleichfalls zwölf Klappen des unteren Feldes gaben die Minuten in Fünfer-Schritten und in arabischer Zahlschrift an. Beide Klappen waren bereits horizontal geteilt. 1909 konstruierte Hugo Tirmann die Uhr mitsamt einer Anzeige in Minutensprüngen neu, wobei die Minuten fortan von zwei Modulen mit jeweils zehn Klappen angezeigt wurden.
In den Turm des 1912 eingeweihten Empfangsgebäudes des Bahnhofs Lübeck-Travemünde Strand ließ die zuständige Lübeck-Büchener Eisenbahn 1928 nachträglich eine spezielle Anzeige einbauen, die den Fahrgästen schon von weitem die Abfahrtszeit des nächsten Zuges Richtung Lübeck Hauptbahnhof signalisierte. Hierzu konstruierte das Unternehmen Siemens & Halske eine Anlage mit drehbaren Wendetafeln aus Blech. Diese klappen dabei, wie die Seiten eines Buchs, vertikal um und sind, zwecks guter Erkennbarkeit auch von der etwa 300 Meter entfernten Strandpromenade aus, 80 (Stundenanzeige) beziehungsweise 75 (Minutenanzeige) Zentimeter hoch. Auf jedem Blech, das in der Breite 23 Zentimeter misst, ist dabei auf beiden Seiten je eine halbe Ziffer dargestellt. Ein zusätzliches Blech ist für die sogenannte Blindstellung erforderlich, um bei Störungen oder gänzlicher Außerbetriebnahme der Anlage keinerlei Uhrzeit anzuzeigen. Für die Einerzahlen der Stunden und Minuten sind somit je elf Bleche erforderlich. Für die Zehnerzahlen der Minuten genügen hingegen sieben Bleche, das heißt eines für die Blindstellung und sechs für die Ziffern 0 sowie 1 bis 5. Für die Zehnerzahlen der Stunden reichen sogar drei Bleche mit den Angaben 1 und 2 sowie der Blindstellung, weil hier statt der Null die Blindstellung erscheint.
Ab den 1930er Jahren widmete sich schließlich auch der Italiener Remigio Solari, ein Spross der Uhrmacher-Familie Solari aus Pesariis, die seit 1725 auf die Herstellung von Turmuhren in den Dolomiten spezialisiert war, der Technik der Fallblattanzeige. Der Erfinder ließ sich dabei vom Wiener Vorbild sowie der drei Jahre älteren aber gleichfalls schon digitalen Uhr im Uhrturm von San Marco in Venedig inspirieren. Letztere weist allerdings eine andere Anzeigetechnik auf, das heißt sie hat keine Fallblätter, sondern rotierende, zwölfeckige Walzen. 
Für die neue Außenfassade des gerade umgebauten Bahnhofs Firenze Santa Maria Novella produzierte Solari schließlich 1935 die erste öffentliche Klappzahluhr Italiens. Sie wurde vom Florentiner Architekten Nello Baroni gestaltet und hat eine 75 Zentimeter hohe Stundenanzeige und darunter eine 55 Zentimeter hohe Minutenanzeige – ursprünglich in schwarzer Schrift auf weißem Hintergrund, inzwischen umgekehrt. Die metallenen Klappen sind an einer Spindel mit Elektromotor befestigt, an jedem Anzeigeblattlager befindet sich eine Spiralfeder, die das Blatt seitlich umklappt. Über den Fahrkartenschaltern in der Schalterhalle desselben Bahnhofs montierte Solari eine etwas kleinere Uhr dieses Prinzips, sie zeigte Stunden und Minuten aber nebeneinander an.

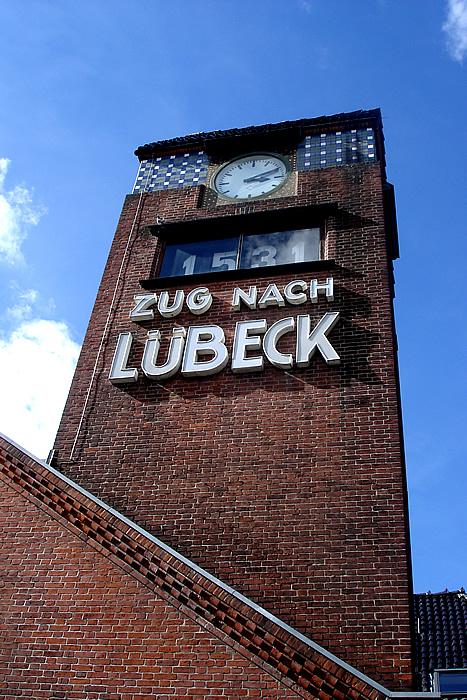
Die 1928 installierte Anzeige am Travemünder Strandbahnhof
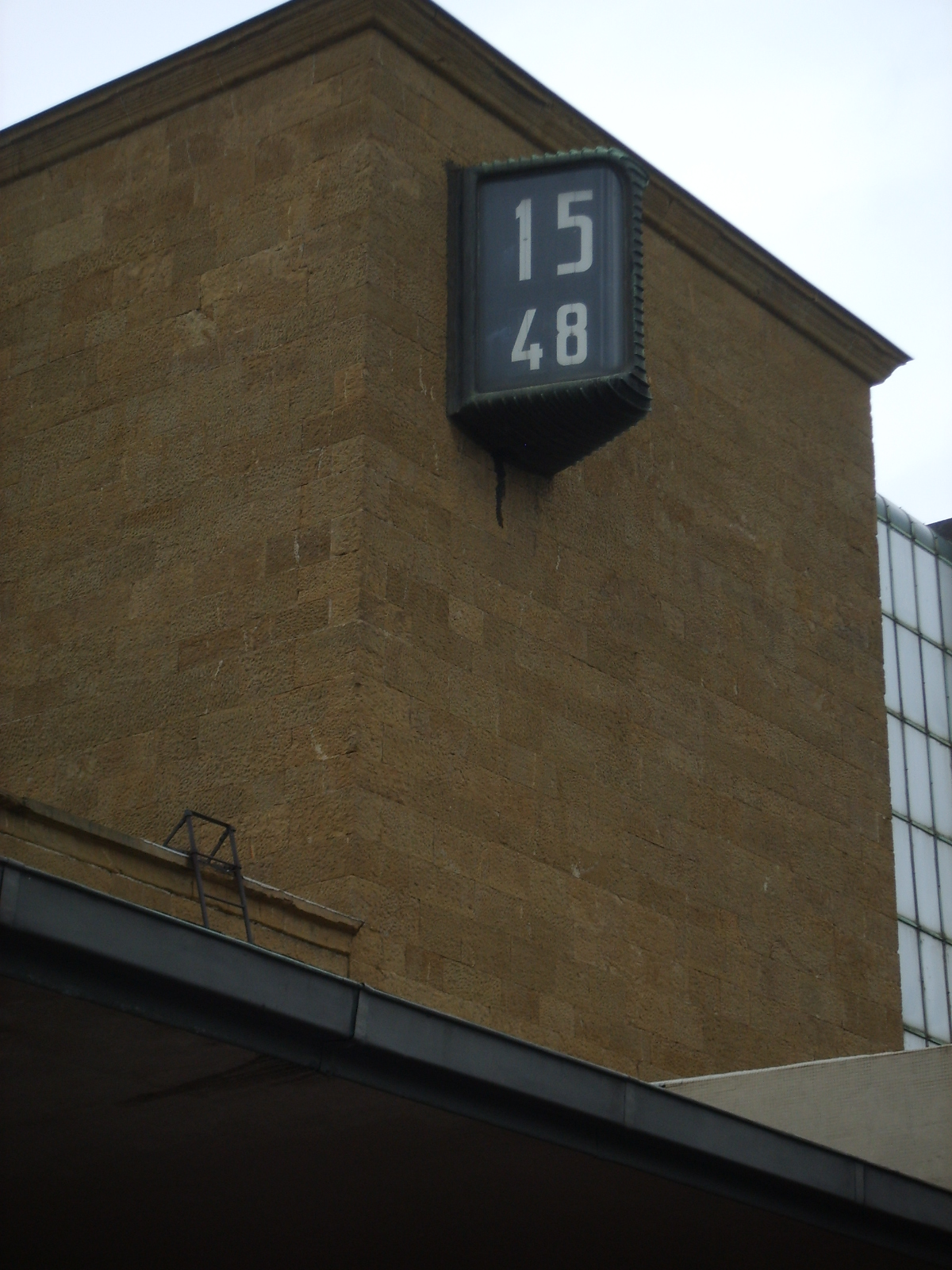
Die seit 1935 existierende Klappzahluhr am Bahnhof Firenze Santa Maria Novella

### Tischuhren, Wanduhren und Kalender

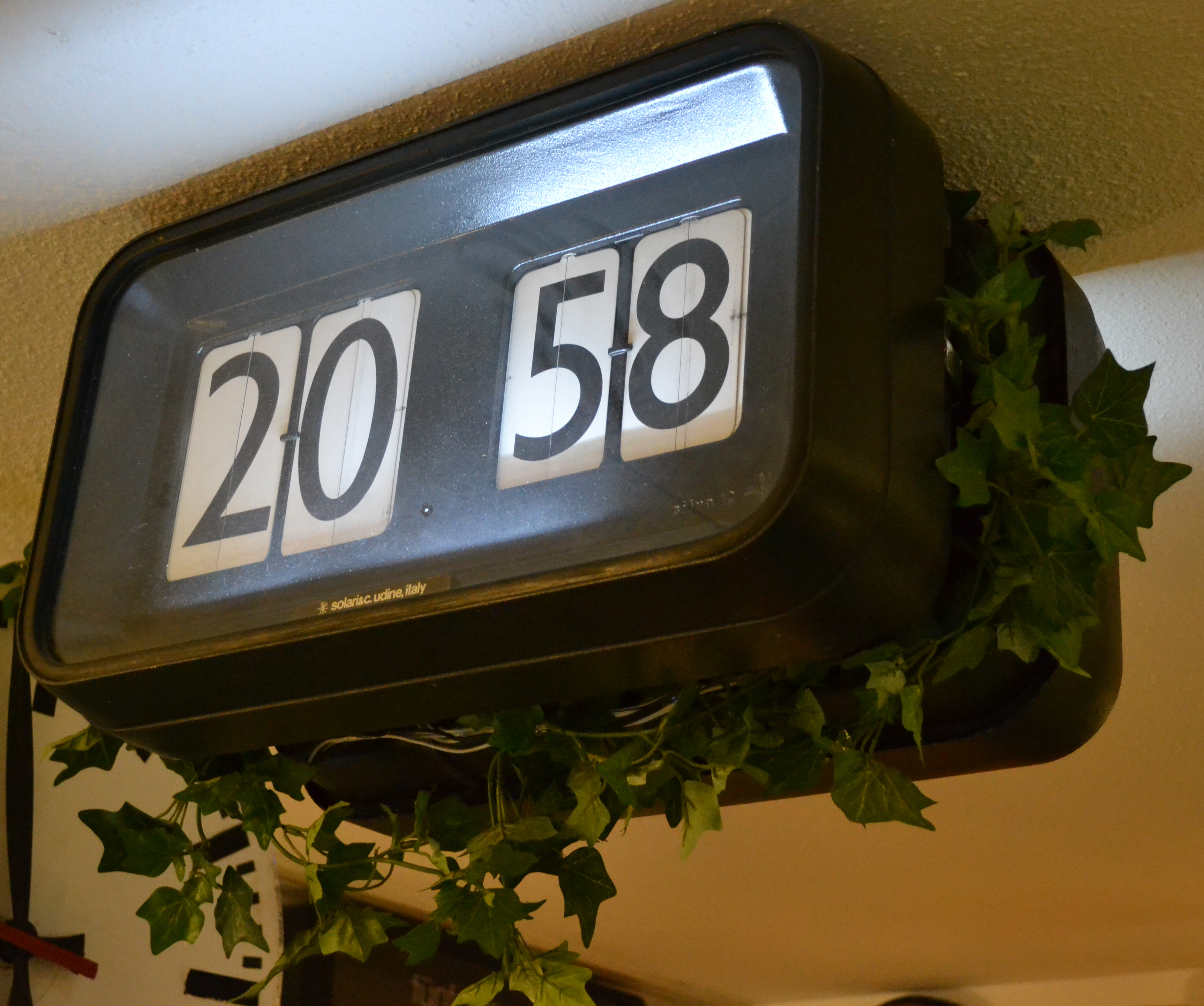
Modell Cifra 12 von Solari mit vertikal umklappenden Anzeigeblättern

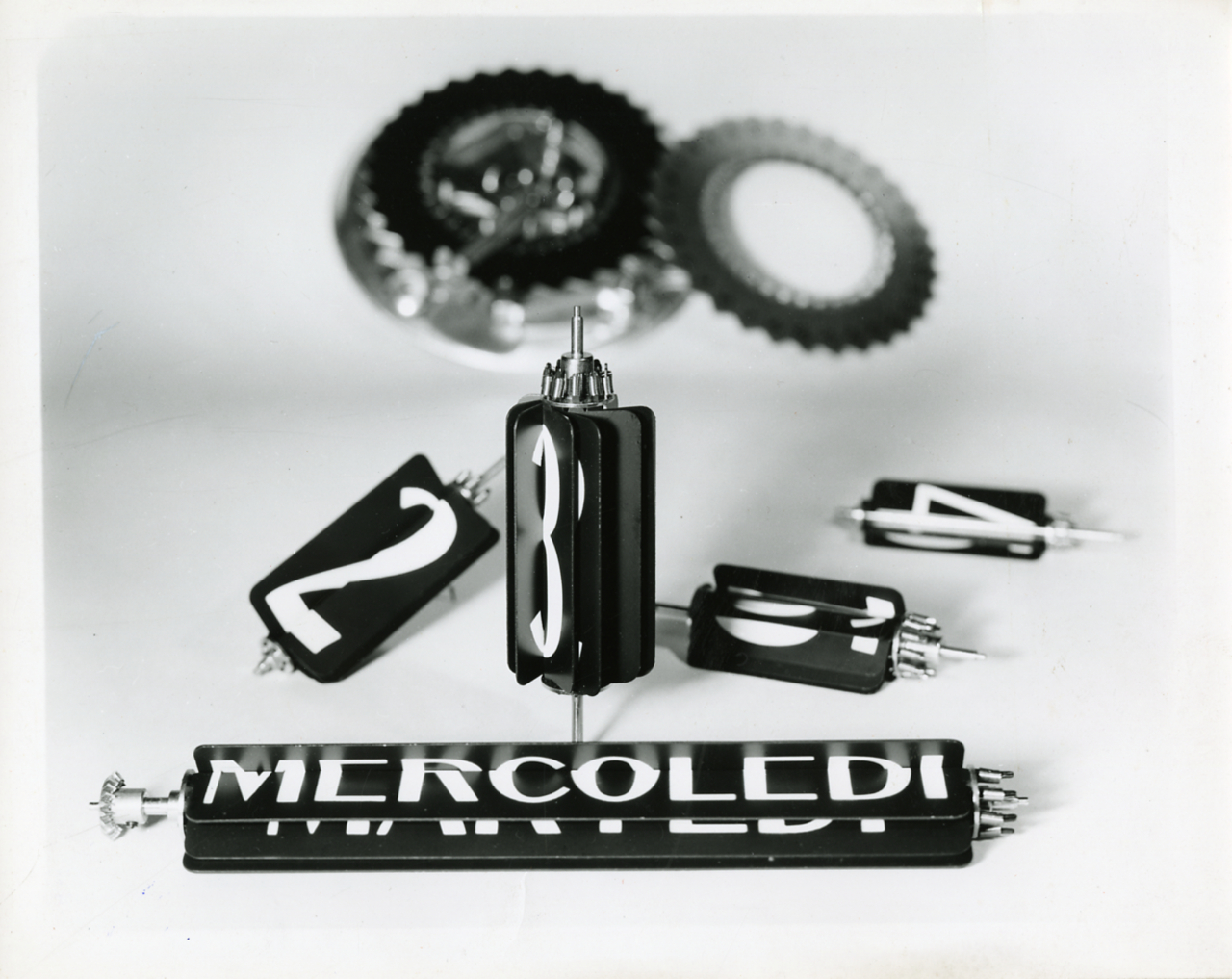
Einzelteile einer Emera-Anzeige für Uhrzeit und Wochentag

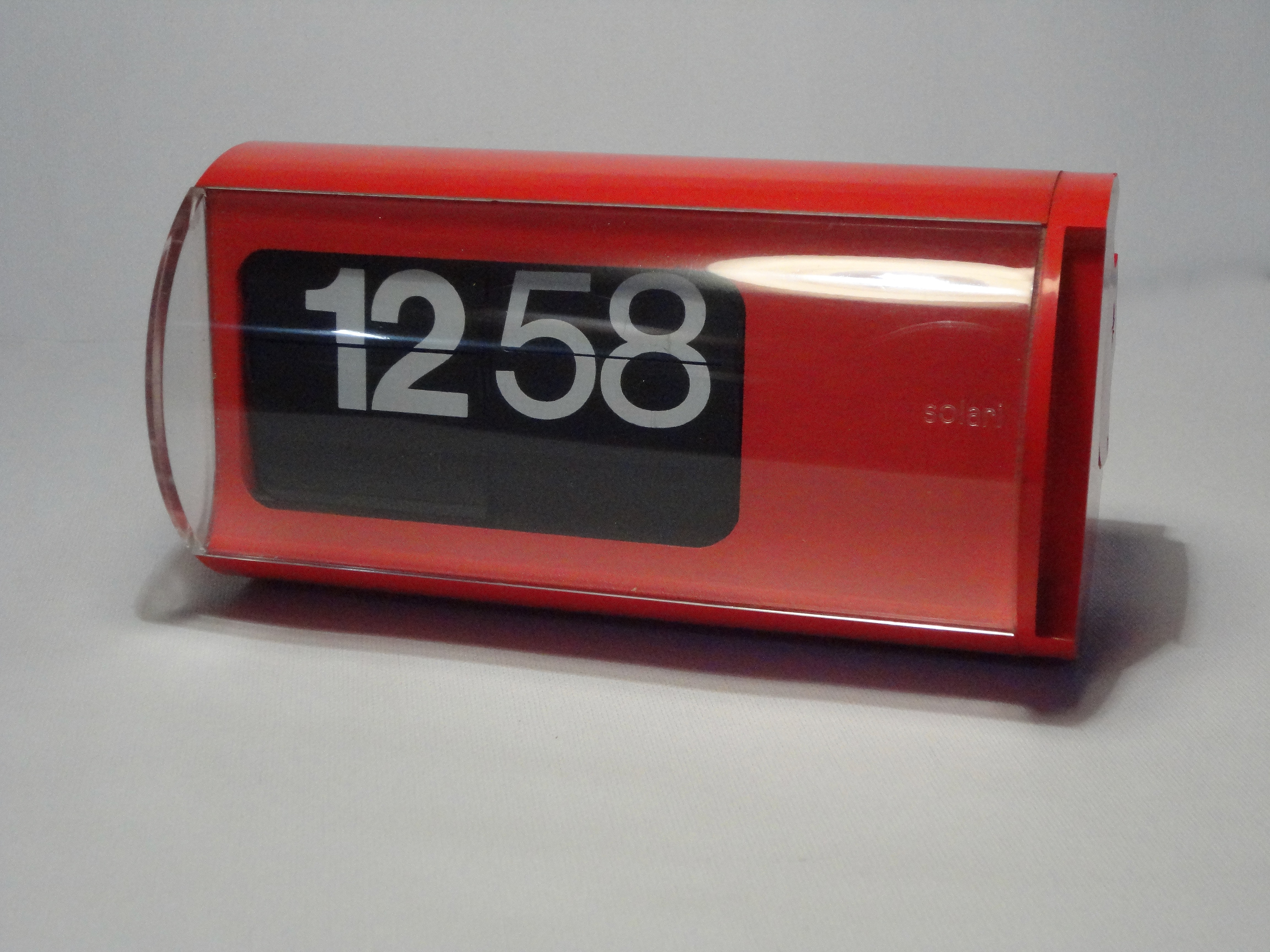
Modell Cifra 3 von Solari mit horizontal umklappenden Anzeigeblättern

In den Vereinigten Staaten kam 1937 die elektrisch betriebene Tischuhr Time Flip im Art-déco-Stil mit hölzernem Rahmen auf den Markt. Sie wurde von der New Haven Clock Company Factory hergestellt und wies wiederum horizontale Fallblätter auf. Es gab sie in den beiden Varianten Stylis Timepiece and Perseus Numeral Timepiece. Einer anderen Quelle zufolge waren erste Uhren in Fallblatt-Technik schon um 1900 erhältlich, damals noch mit einem Aufziehmechanismus versehen.
Differenzen innerhalb der Familie Solari veranlassten die Gebrüder Remigio, Fermo, Ettore und Remo sowie ihren Cousin Ugo 1939 ein eigenes Unternehmen in Udine zu gründen, welches entsprechend unter Solari di Udine firmierte. Dort begann Firmenchef Remigio Solari 1948 mit der Serienproduktion von Klappzahlenuhren. Sie basierten konstruktiv auf den beiden Florentiner Bahnhofsuhren aus den 1930er Jahren, konnten jedoch mit ihren kleineren Abmessungen wahlweise als Tischuhr aufgestellt oder als Wanduhr aufgehängt werden. Es entstand eine ganze Produktfamilie mit der neuen Technik, wobei die Abkürzungen SG und SP für scatto grande (ital.: „große Klappe“) und scatto piccolo („kleine Klappe“) standen:
- SG 1 (unbeleuchtet)
- SP 1 (unbeleuchtet)
- SP 2 (mit Neonlicht unten)
- SP 3 (mit Neonlicht unten und oben)

Parallel zu den einfachen Uhren erschienen die Anzeigen CP, calendario piccolo („kleiner Kalender“) und CG, calendario grande („großer Kalender“) mit integriertem Kalender, die Solari für den Export auch in anderen Sprachen als italienisch herstellte. Sie zeigten in der oberen Reihe den Wochentag, das Datum und den Monat an, in der unteren Reihe die Uhrzeit. Wochentag und Monat waren dabei auf drei Buchstaben abgekürzt. Aufgrund ihrer relativen Breite klappten Wochentag und Monat bei dieser Modellreihe bereits nach unten. Da die Monatsanzeige zwölf anstatt zehn Blätter benötigte, stellte sie bereits einen ersten Schritt in Richtung alphanumerische Anzeige dar, die nochmals mehr Blätter erforderte. Bei den 1949/50 vorgestellten Anzeigen CP 1 und CP 2 stand die Abkürzung CP für calendario perpetuo („immerwährender Kalender“). Sie berücksichtigten die Monatslängen und die Schaltjahre.
Ab 1954 arbeitete das Unternehmen Solari mit dem Architekten, Maler und Designer Gino Valle (* 1923; † 2003) zusammen, um seine Produkte auch für Privathaushalte attraktiv zu machen. Valle überarbeitete bis 1955 gemeinsam mit seiner Schwester, der Architektin Nani Valle, und dem Illustrator und Grafikdesigner Michele Provinciali die Gestaltung der Uhren und Kalender, wobei sie weiterhin ein Metallgehäuse sowie bei den Ziffern vertikale Klappen aufwiesen. Zugleich erhielten sie neue Produktnamen und weitere Sprachversionen, darunter auch Deutsch:
| Uhren:                                     | Cifra 5 Cifra 12 | 28 cm breit, 15 cm hoch und 11 cm tief 57 cm breit, 33 cm hoch und 16,5 cm tief |
| Kalender mit Uhrzeit und Wochentag:        | Emera 5          | 28 cm breit, 23 cm hoch und 11 cm tief                                          |
| Kalender mit Uhrzeit, Wochentag und Datum: | Dator 5          | 28 cm breit, 34,5 cm hoch und 11 cm tief                                        |

Die Cifra 5 (ital. für Ziffer) gewann 1956 auf der Mailänder Möbelmesse den Designpreis Compasso d’Oro und wurde 1957 in mehreren Staaten patentiert. Nachdem Remigio Solari 1957 gestorben war, setzte sein Bruder Fermo Solari die Entwicklung der Fallblattanzeigen fort. Ihm gelang 1965 mit dem minimalistischen Design der Cifra 3 ein Erfolg, einer kleineren Uhr in Zylinderform mit 18 cm Länge und 9,5 cm Durchmesser, die wiederum horizontale Klappen hatte, die aus Kunststoff gefertigt waren. Sie animierte viele Haushalte dazu, ihre klassischen analogen Uhren durch moderne Digitaluhren zu ersetzen. Die klar strukturierten, von Massimo Vignelli entworfenen, Serifen-losen Ziffern – die Stundenanzeige Fettschrift – wurden vielfach kopiert, beispielsweise von den Unternehmen Sony, General Electric und Hitachi. 1966 wurde sie patentiert. Im gleichen Jahr nahm das Museum of Modern Art die Cifra 3 schon als Dauerausstellungsstück in seine Sammlung Humble Masterpieces auf, was die spätere Kuratorin Paola Antonelli mit deren „reinstem Ausdruck von industriellem Design“ begründete. Sie wird auch im Londoner Science Museum gezeigt, zudem war sie in den Jahren 1999 und 2000 Teil einer Retrospektivausstellung des Metropolitan Museum of Art. Nachdem die Herstellung der Cifra 3 zunächst 1989 endete, wird sie seit 2015 wieder regulär produziert.

### Anzeigetafeln auf Flughäfen und Bahnhöfen

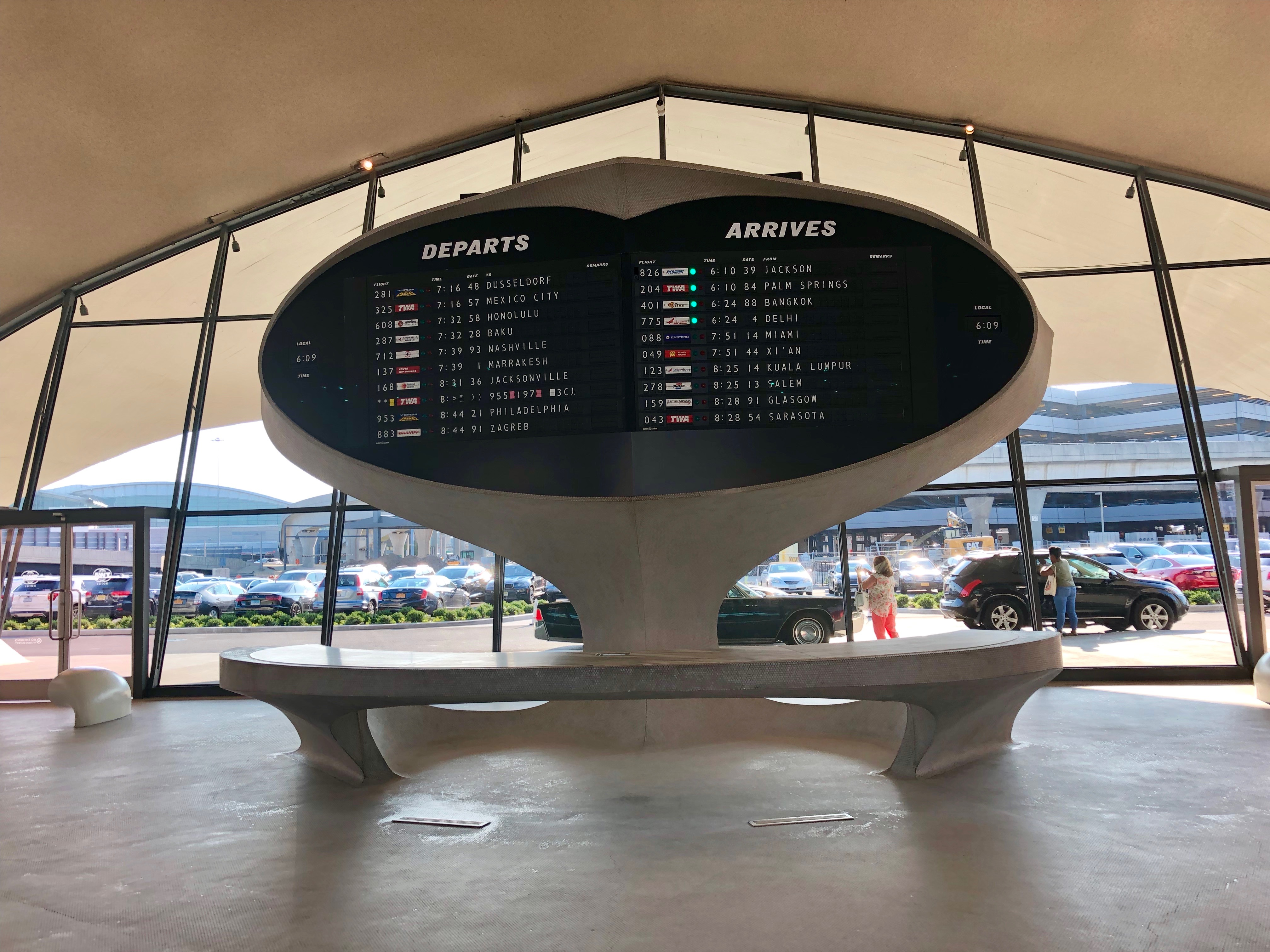
Die aus dem Jahr 1962 stammende Abflugtafel im TWA Flight Center, 2019

Die erste Anzeigetafel im Luftfahrtbereich nahm Solari 1955 am Flughafen Paris-Orly in Betrieb. Sie konnte für jeden Flug das Kürzel der Fluggesellschaft, die Flugnummer, das Flugziel und die Abflugzeit anzeigen; zusätzlich stand ein Feld für Bemerkungen zur Verfügung. Die ersten Anzeigetafeln für einen Bahnhof verkaufte Solari 1956 an die Nationale Gesellschaft der Belgischen Eisenbahnen, die sie im Bahnhofs Liège-Guillemins montierte. Die große Anzeigetafel im Empfangsgebäude war dabei noch nach den sechs verschiedenen Fahrtrichtungen Brüssel, Herbesthal, Visé, Rivage und Hasselt gruppiert, weil mit der damaligen Anzeigetechnik nicht alle von Lüttich aus erreichbaren Fahrtziele mit einem Anzeigenfeld abgedeckt werden konnten. Die parallel dazu installierten Zugzielanzeiger auf den Bahnsteigen zeigten das Fahrtziel, die Zuggattung und die Abfahrtszeit an.
Wegen der von Uhren und Kalendern abgeleiteten Technik vermochten diese frühen Anzeigetafeln stets nur eine begrenzte Anzahl an Flugzielen bzw. Zielbahnhöfen anzuzeigen. Erst mit Hilfe des belgischen Erfinders John Myer gelang dem Unternehmen Solari die Produktion von Displays mit 40 bzw. 48 Klappen. So konnten zehn Ziffern, alle 26 Buchstaben des lateinischen Alphabets sowie zusätzlich Umlaute und Sonderzeichen dargestellt werden, was individuelle Texte und damit eine wesentlich breitere Verwendung ermöglichte. Für andere Alphabete entstanden später sogar Module mit 60 Klappen. So produzierte Solari 1962 eine derartige Anlage für das damals neu eröffnete TWA Flight Center am New Yorker John F. Kennedy International Airport, im gleichen Jahr erhielt auch eine solche alphanumerische Anzeige den Compasso d’Oro verliehen.
Neben Solari stellten später auch andere italienische Großunternehmen wie Olivetti und Pirelli Fallblattanzeigen her. Die letzte von der US-amerikanischen Eisenbahngesellschaft Amtrak genutzte Fallblattanzeige war bis 2018 auf der Philadelphia 30th Street Station im Einsatz und befindet sich seither im Railroad Museum of Pennsylvania.

### Weitere Anwendungen
Weitere Anwendungen für Fallblattanzeigen waren Luft- und Wassertemperaturanzeigen in Schwimmbädern, Punkte- und Toranzeigen in Sportstätten oder Anzeigen für Hochrechnungen bei politischen Wahlen in Fernsehstudios. In der Cape Canaveral Space Force Station zeigte eine Solari-Fallblattanzeige ferner den Countdown bis zum Start einer Rakete an.

## Vor- und Nachteile

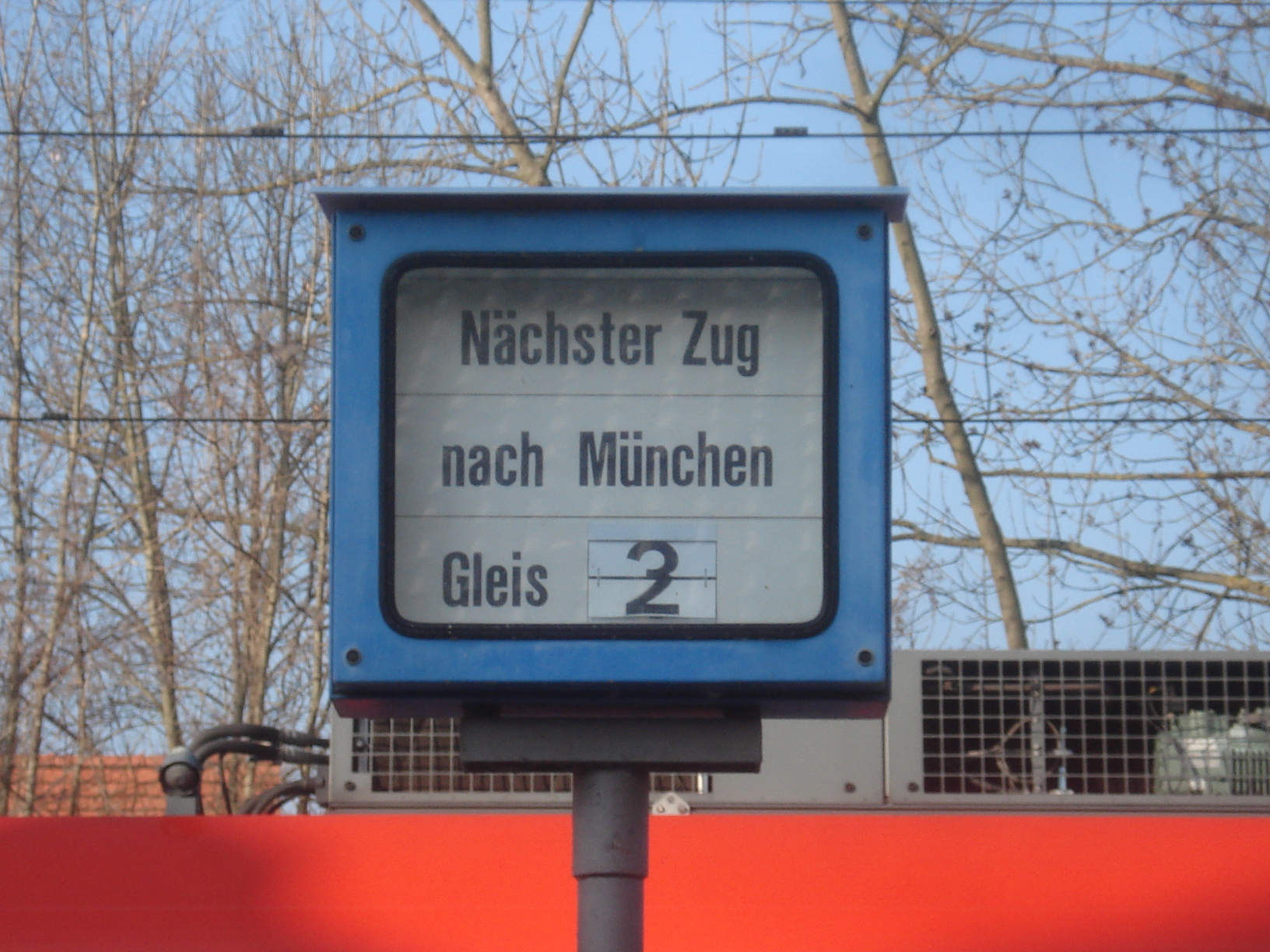
Defekter Gleisanzeiger im Bahnhof Herrsching, die obere Displayhälfte zeigt eine 3 an, die untere eine 2

Die elektromechanischen Fallblattanzeigen verbrauchen weniger Strom als modernere Displays, machen durch ihr Geräuschentwicklung auf Änderungen aufmerksam und bieten eine bessere Lesbarkeit. Dies gilt bei allen Lichtverhältnissen, weshalb sie sich auch für den Einsatz im Freien bestens eignen, sowie für alle Betrachtungswinkel. Im Falle eine Stromausfalls bleiben zudem die zuletzt angezeigten Informationen erhalten.
Die weitgehende Ablösung der Fallblattanzeigen durch modernere Technologien liegt vor allem an ihrer mechanischen Komplexität. So gilt ihre Wartung als kostspielig und kompliziert, weil sie mitunter aus hunderttausenden Teilen bestehen. Zudem können beispielsweise in der Luftfahrt Codesharing-Flüge, die mehrere Flugnummern gleichzeitig aufweisen, von den Displays nur bedingt angezeigt werden.

## Aufbau

Animation des Prinzips

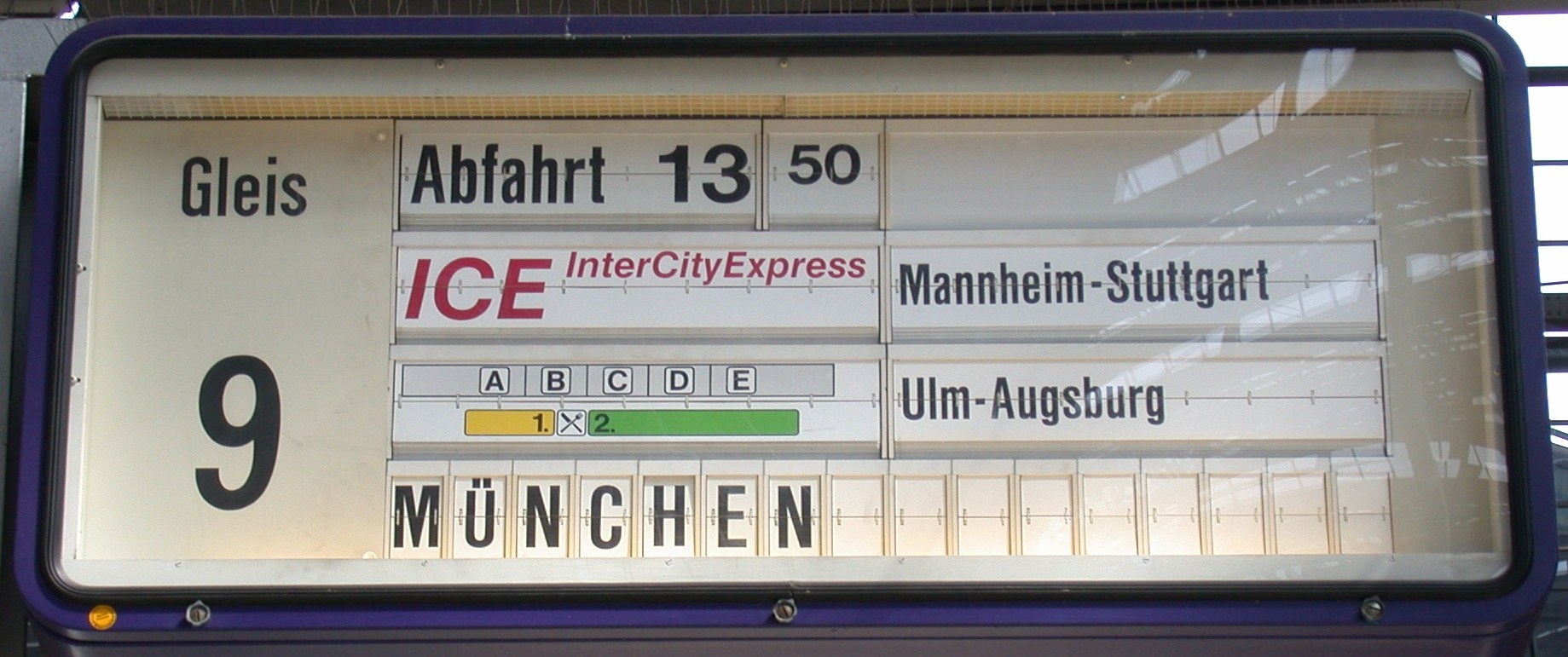
Zugzielanzeiger mit Fallblattanzeige am Gleis 9 des Hauptbahnhofs Frankfurt am Main (Typ „M“, Hersteller: AEG, bis September 2005)

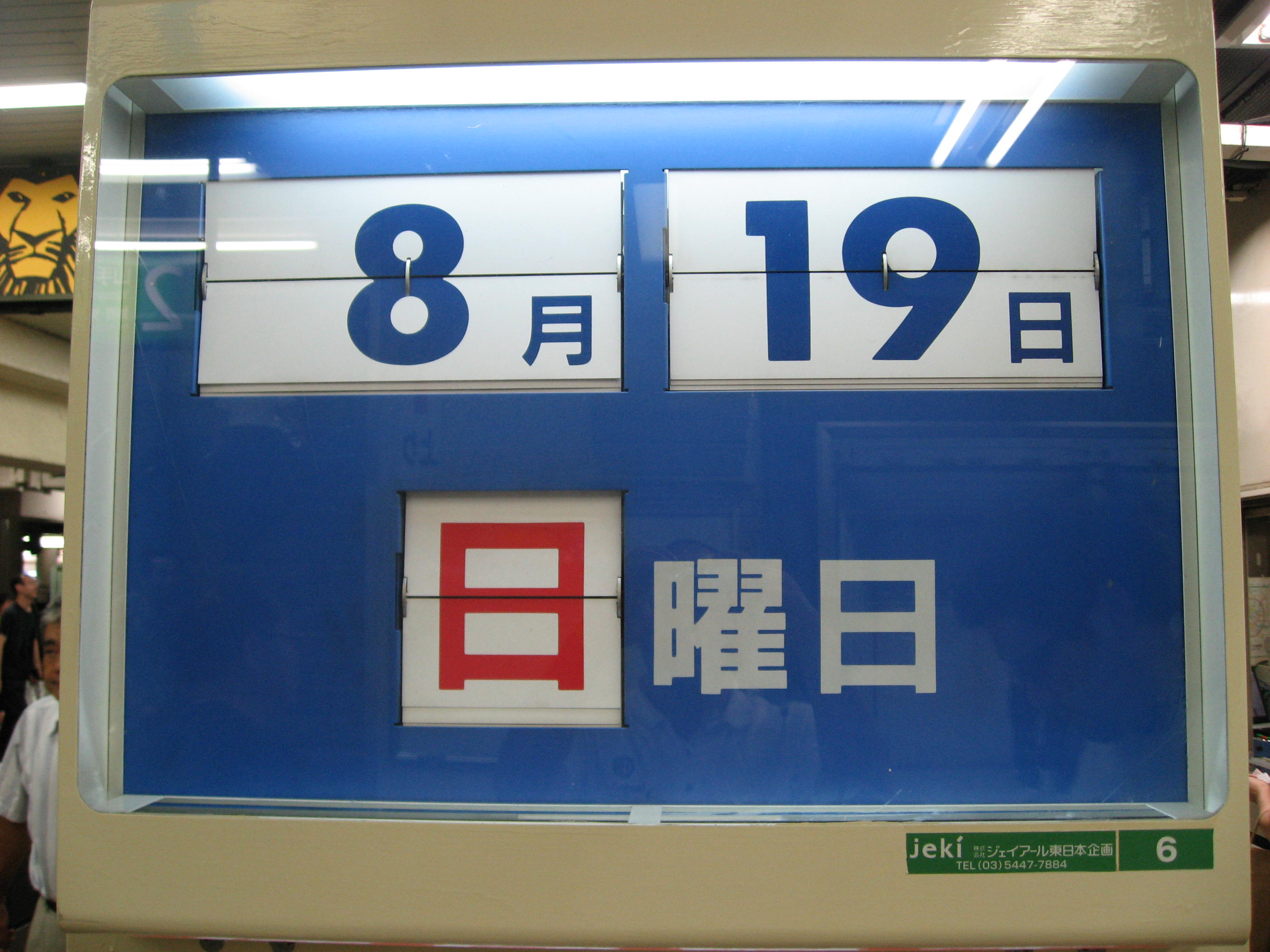
Japanischer Kalender

Auf einer Achse sind in gleichmäßigem Abstand Fallblätter drehbar befestigt. Die Rückseite eines Plättchens und die Vorderseite des folgenden Plättchens zeigen zusammen jeweils ein aufgedrucktes Symbol. Durch eine Rückhalteeinrichtung ist dieses Symbol sichtbar. Dreht sich die Achse, so rutscht das obere Plättchen durch die Rückhalteeinrichtung und klappt um. Dadurch wird das folgende Symbol sichtbar und es kommt – insbesondere bei älteren Fabrikaten – zum charakteristischen Klappern; daher wird diese Anzeigeart umgangssprachlich auch als „Klappertafel“ bezeichnet.
Die Anzahl der Blätter kann variieren. Einfach breite Module umfassen normalerweise 52 Fallblätter mit Ziffern, Großbuchstaben, Interpunktionszeichen sowie Umlauten. Module mit zwei-, vier-, sechs-, acht- oder zehnfacher Breite gibt es mit 40, 64 oder 80 Blättern.
Aufgrund der begrenzten Menge an Plättchen sind meist nur Großbuchstaben, Ziffern und einige wenige Sonderzeichen verfügbar. Die bis in die 2010er Jahre bei der Deutschen Bahn auf den Bahnsteigen als Zugzielanzeiger eingesetzten Module verfügten zum Beispiel nur über die Großbuchstaben A bis Z, die Umlaute Ä, Ö, Ü und Å, die Ziffern 0 bis 9 und die Sonderzeichen -, ., (, ), !, :, /, ", ,, =.
Einige modernere Anzeigen verfügen auch über ein € und ein @ Zeichen, da auch nach dem Jahr 2000 noch Fallblattmodule und Fallblatttafeln hergestellt wurden, insbesondere von Krone/MAN-Systeme.
Demgegenüber haben alte Krone-Fallblattmodule an Flughäfen wegen der internationalen Verständlichkeit oft keine Umlaute sowie nur die drei wichtigsten Sonderzeichen -, _ und :.
Bei Zugzielanzeigern an Bahnsteigen kommen oft komplexe Texte (Zielbahnhöfe) und Symbole für Zuggattungen (IC, ICE, S usw.) und dergleichen zum Einsatz.
Die Darstellung der Symbole und Zeichen ist sehr gut, da diese aufgedruckt werden und daher keine Rasterung vorgenommen wird, wie zum Beispiel bei Anzeigen aus bistabilen Anzeigeelementen. Allerdings ist die Anzeige auf die vorhandenen Symbole beschränkt und wird in der Mitte durch den relativ großen Spalt zwischen den Blättern und den Verbindungsringen gestört.
| \| Modulreihe \| Modulbreite \| Modulhöhe \| Max. Schriftfeldhöhe \| Anzahl der Fallblätter \| \| Modulreihe \| [mm] \| [mm] \| [mm] \| Anzahl der Fallblätter \| \| ---------- \| ----------- \| --------- \| -------------------- \| ---------------------- \| \| A \| 037 \| 068 \| 35 \| 52 \| \| B \| 049 \| 087 \| 50 \| 52 \| \| C \| 099 \| 087 \| 50 \| 64 \| \| D \| 199 \| 087 \| 50 \| 40 \| \| E \| 399 \| 087 \| 50 \| 64 \| \| F \| 073 \| 135 \| 95 \| 64 \| \| G \| 147 \| 135 \| 95 \| 64 \| \| H \| 299 \| 135 \| 95 \| 64 \| \| I \| 450 \| 135 \| 95 \| 64 \| \| J \| 600 \| 135 \| 95 \| 64/80 1 \| 1 80 Blätter ausschließlich bei Modulen mit Zugzieltexten |             |           |                      |                        |
| Modulreihe | Modulbreite | Modulhöhe | Max. Schriftfeldhöhe | Anzahl der Fallblätter |
| Modulreihe | [mm]        |           |                      | Anzahl der Fallblätter |
| A | 037         | 068       | 35                   | 52                     |
| B | 049         | 087       | 50                   | 52                     |
| C | 099         | 087       | 50                   | 64                     |
| D | 199         | 087       | 50                   | 40                     |
| E | 399         | 087       | 50                   | 64                     |
| F | 073         | 135       | 95                   | 64                     |
| G | 147         | 135       | 95                   | 64                     |
| H | 299         | 135       | 95                   | 64                     |
| I | 450         | 135       | 95                   | 64                     |
| J | 600         | 135       | 95                   | 64/80 1                |

## Funktion

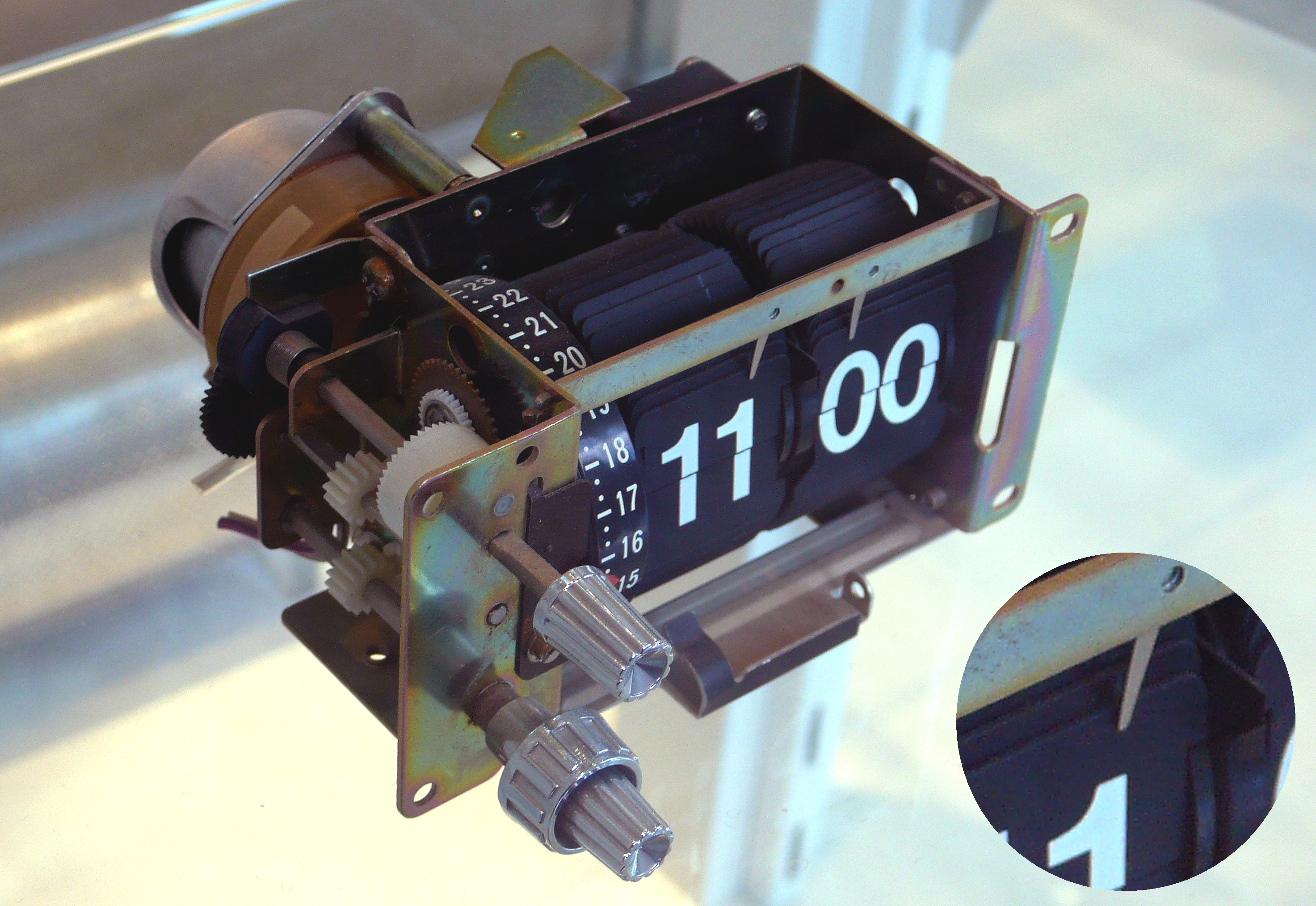
Ausgebaute Fallblattanzeige eines Radioweckers

Der Aufbau und die Ansteuerung der Fallblattmodule hat sich über die Zeit stark verändert.
Epoche 1: Die Weiterschaltung erfolgt über ein Relais, ähnlich einem Stromstoßschalter. Die Positionsfeststellung und „Nullstellung“, also die Stellung auf Leerblatt-Anzeige erfolgt über eine Lochtrommel. Es gibt keine intelligente Adressierung des Moduls, alle Module sind über eigene Leitungen mit der Steuerung verbunden.
Epoche 2: Die Weiterschaltung erfolgt über einen Synchronmotor, der über eine Darlington-Schaltung aktiviert wird. Die Positionsfeststellung und „Nullstellung“ erfolgt über zwei Magneten, die Hall-Sensoren aktivieren. Die intelligente Schaltung arbeitet mit einem Mikrocontroller, der sich außerhalb des Moduls im Gehäuse des Anzeigers befindet. Die „Adresse“ des Moduls ist fest in den zugehörigen Mikrocontroller einprogrammiert.
Epoche 3: Die Weiterschaltung erfolgt über einen Synchronmotor, der über einen Optotriac aktiviert wird. Die Positionsfeststellung und „Nullstellung“ erfolgt über Lichtschranken, die durch bestimmte Zahnradstellungen ausgelöst werden. Der Mikrocontroller ist mit all seinen dazugehörigen Bauteilen im Fallblattmodul integriert. Die Adressierung des Moduls erfolgt durch eine kleine „Adressplatine“, die sich üblicherweise an einer Zuleitung befestigt im Gehäuse befindet und beim Einbau des Moduls in dieses eingesteckt wird. Auf einem DIP-Schalter kann dann die Adresse des Moduls individuell binär eingestellt werden. Ursprünglich wurden die ICs als THT-Variante verbaut, kurz darauf aber auch als SMD.
Epoche 4: Die Weiterschaltung erfolgt über einen Schrittmotor, der über einen Motortreiber aktiviert wird. Die Positionsfeststellung und „Nullstellung“ erfolgt hier wieder über Magneten und Hall-Sensoren, da sich dieses System als beständiger gegen Staub und Schmutz erwiesen hat. Die Adressierung der Module kann entweder fest einprogrammiert, oder an entsprechenden DIP-Schaltern eingestellt werden. Die jeweiligen Module werden dabei je nach Anforderung angeliefert. Der Vorteil des Schrittmotors liegt in der geringeren Geräuschentwicklung und dem Verzicht auf einer Wechselstromversorgung, wie sie für einen Synchronmotor benötigt wird. Dieses System wurde nur noch von OMEGA für die SBB in der Schweiz produziert und verwendet und die Produktion 2006 endgültig eingestellt. In Deutschland stieg man schon vorher auf Digitaldisplays (LCD, TFT, LED) um.

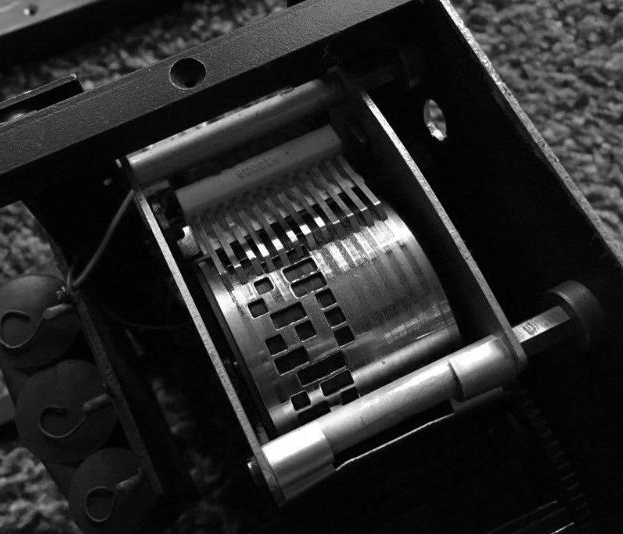
Lochtrommel einer alten Krone-Fallblattanzeige (Epoche 1)
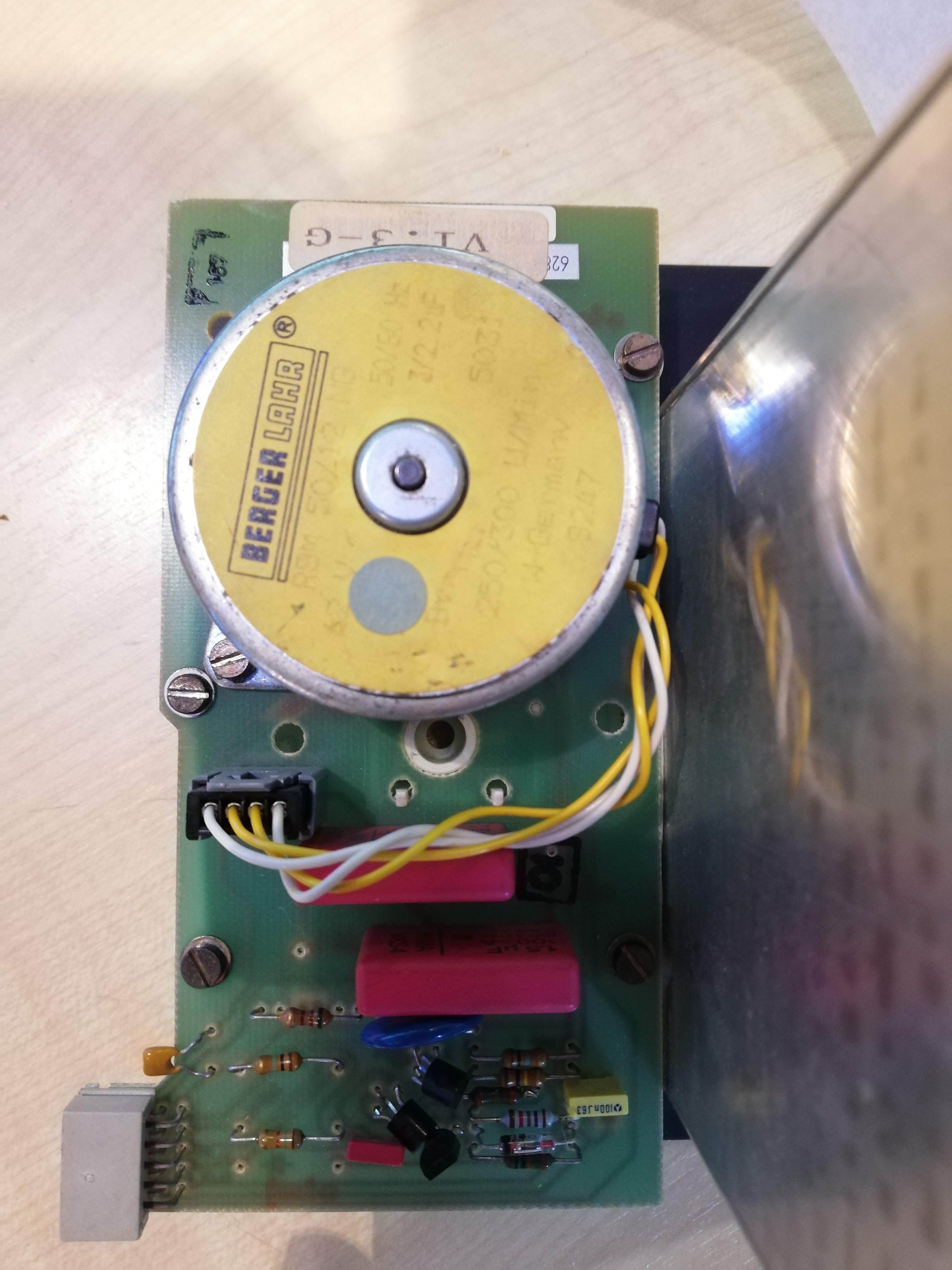
Platine von Krone (Epoche 2)
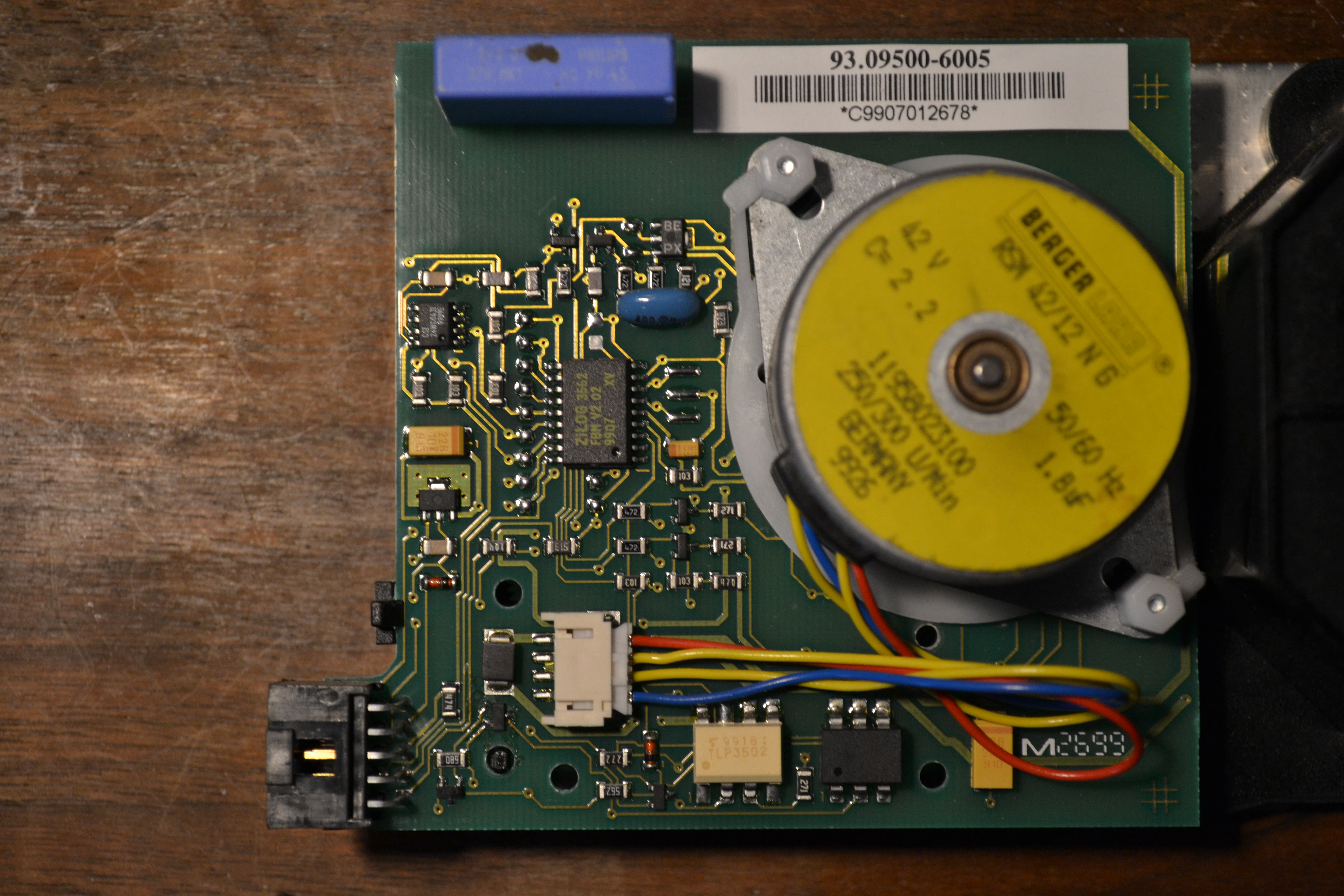
Modulplatine einer MAN-Systeme-Fallblattanzeige (Epoche 3, SMD-Variante, Modulreihe B)
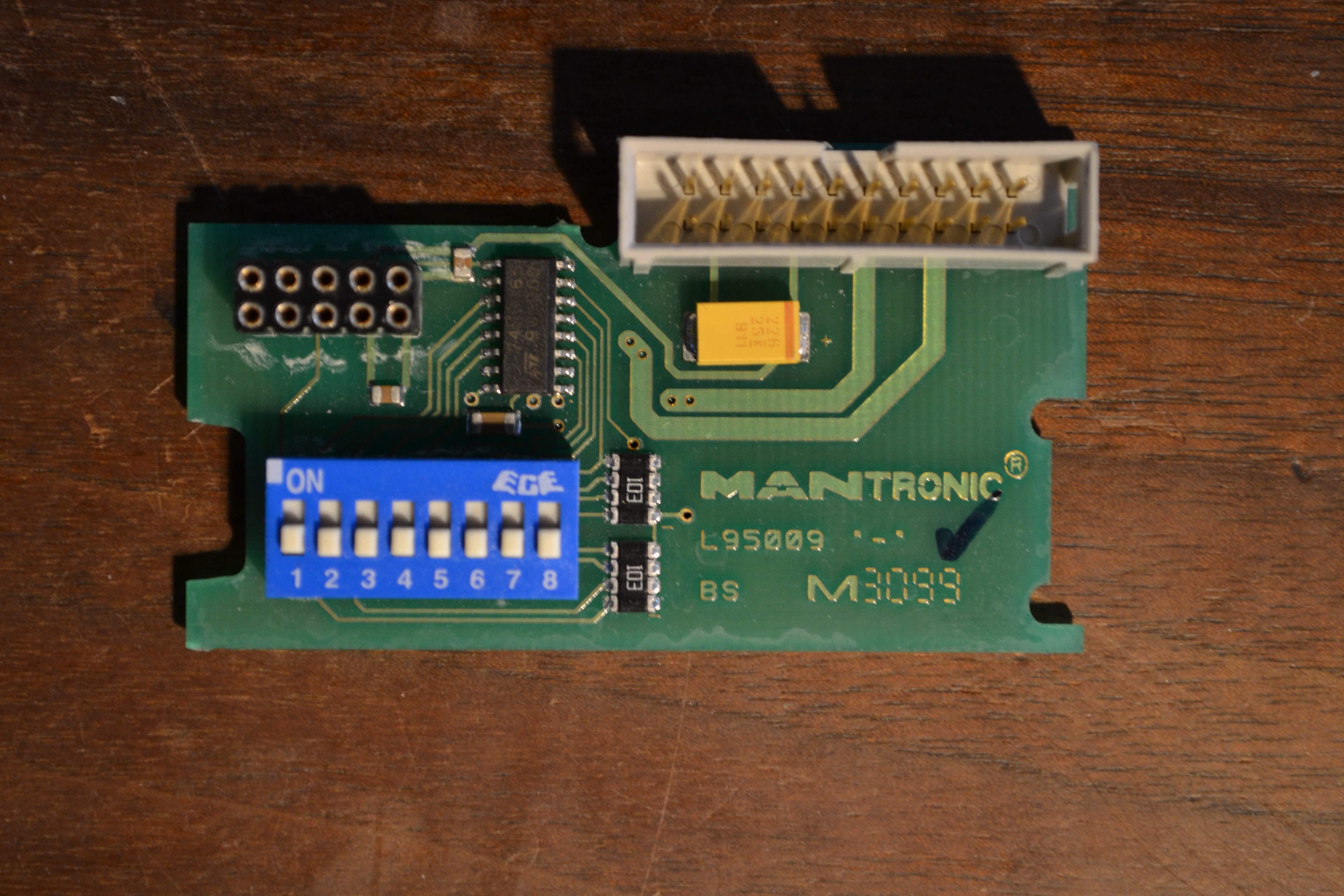
Adressplatine MAN-Systeme (Epoche 3, SMD-Variante)
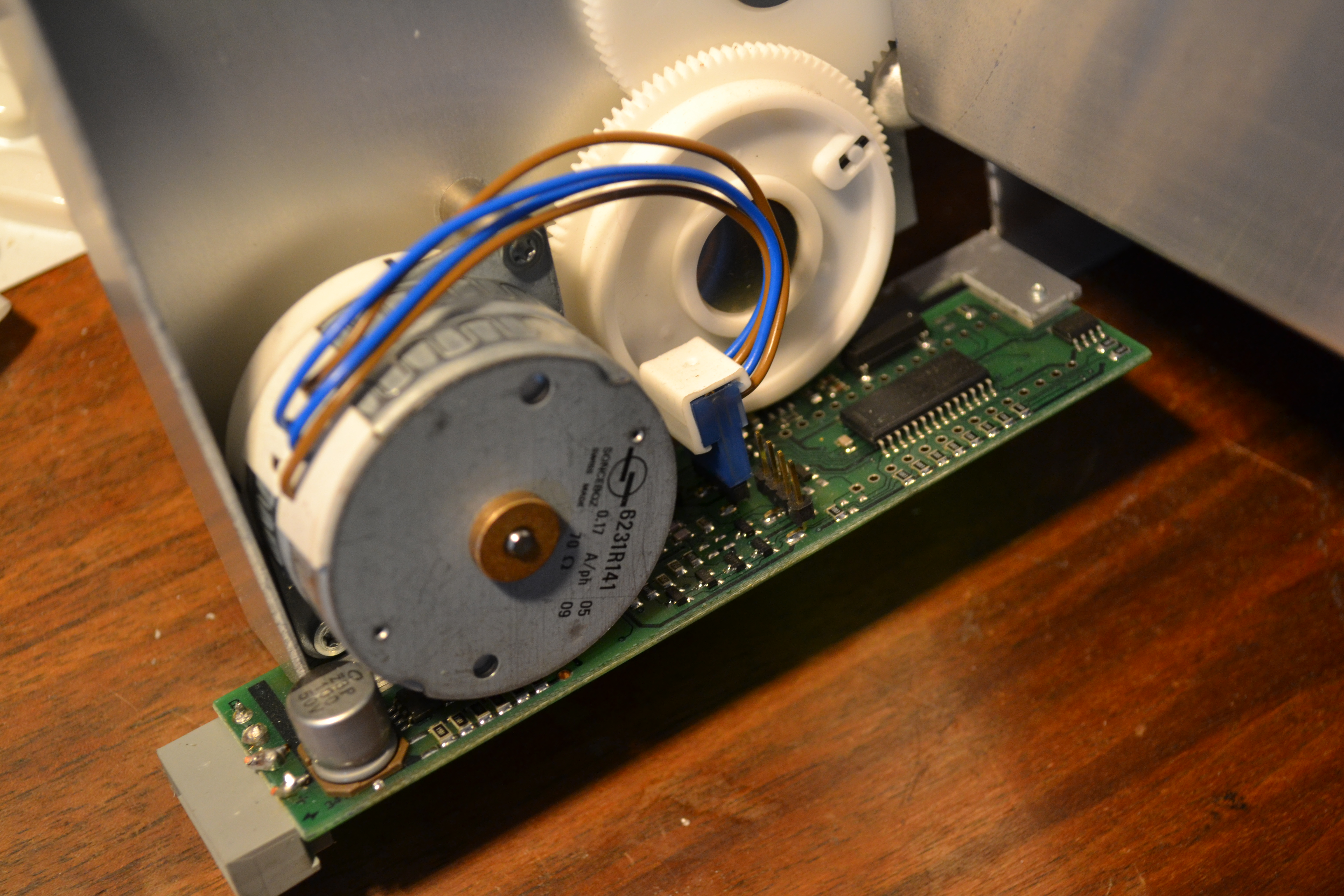
Modulplatine einer OMEGA-Fallblattanzeige (Epoche 4)

## Verwendung an Fahrzeugen
Fallblattanzeigen werden bzw. wurden fast ausschließlich stationär eingesetzt. Eine Ausnahme stellt die Nutzung als Linien- bzw. Zielanzeige an Fahrzeugen des Öffentlichen Personennahverkehrs dar, wobei sie sich in diesem Bereich nie gegen die ältere Technik der Rollbandanzeige durchsetzen konnten. Beispiele für eine solche Verwendung sind:
- die Baureihen A, B 1.4 und B2.7 der U-Bahn München (gebaut zwischen 1967 und 1987)
- die Baureihen F79, F79. 3, F84 und F87, A3L82 zur Auslieferung sowie vier Doppeltriebwagen der Baureihe A3L71 im Zuge der Super-SELTRAC-Ausrüstung der U-Bahn Berlin
- bei der S-Bahn Hamburg alle Züge der Baureihe 472 (gebaut zwischen 1974 und 1984) sowie 36 Züge der Baureihe 470 (ab 1980 nachträglich eingebaut)[22]
- die Baureihe MF 77 der Métro Paris (gebaut zwischen 1978 und 1986)
- die Breda-Triebwagen der Greater Cleveland Regional Transit Authority (gebaut zwischen 1979 und 1982)
- der Typ KT8D5CS der Straßenbahn Prag (gebaut zwischen 1986 und 1990)
- ein Teil der auf der Linie 1 der Metro Athen eingesetzten Züge (gebaut zwischen 1993 und 1995)
- viele italienische Stadtbusse während der 1960er bis 1980er Jahre, teilweise ebenfalls mit vertikal umklappenden Anzeigeblättern von Solari

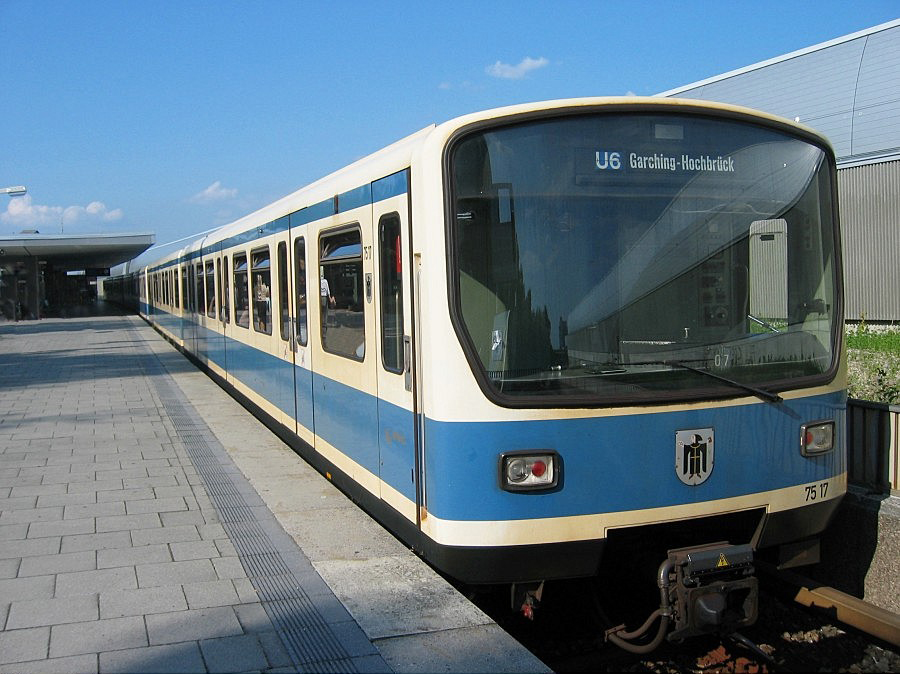
Münchner U-Bahn-Wagen mit zweigeteilter Fallblattanzeige für die Liniennummer einerseits und das Fahrtziel andererseits
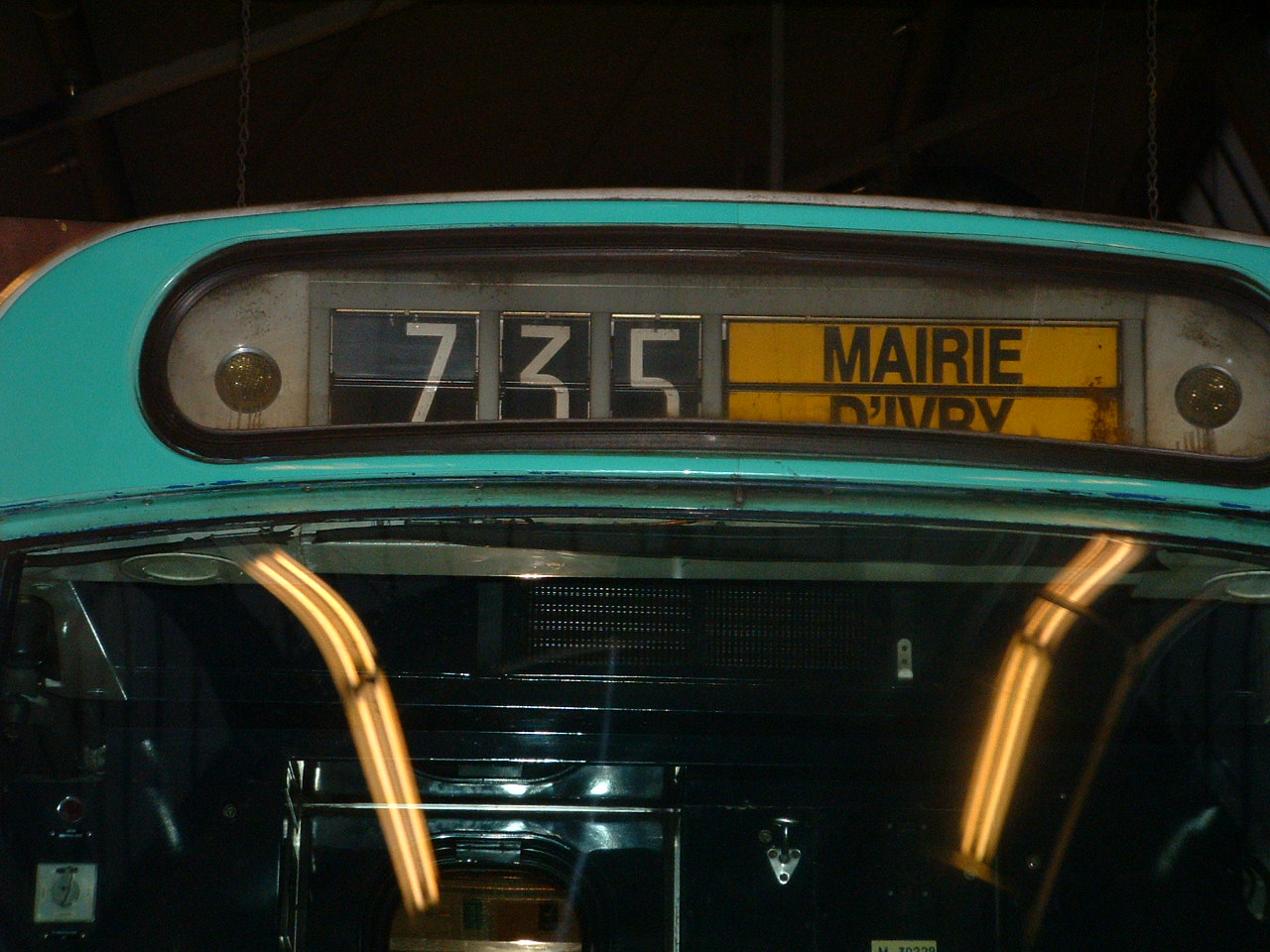
Pariser Metro-Wagen des Typs MF77
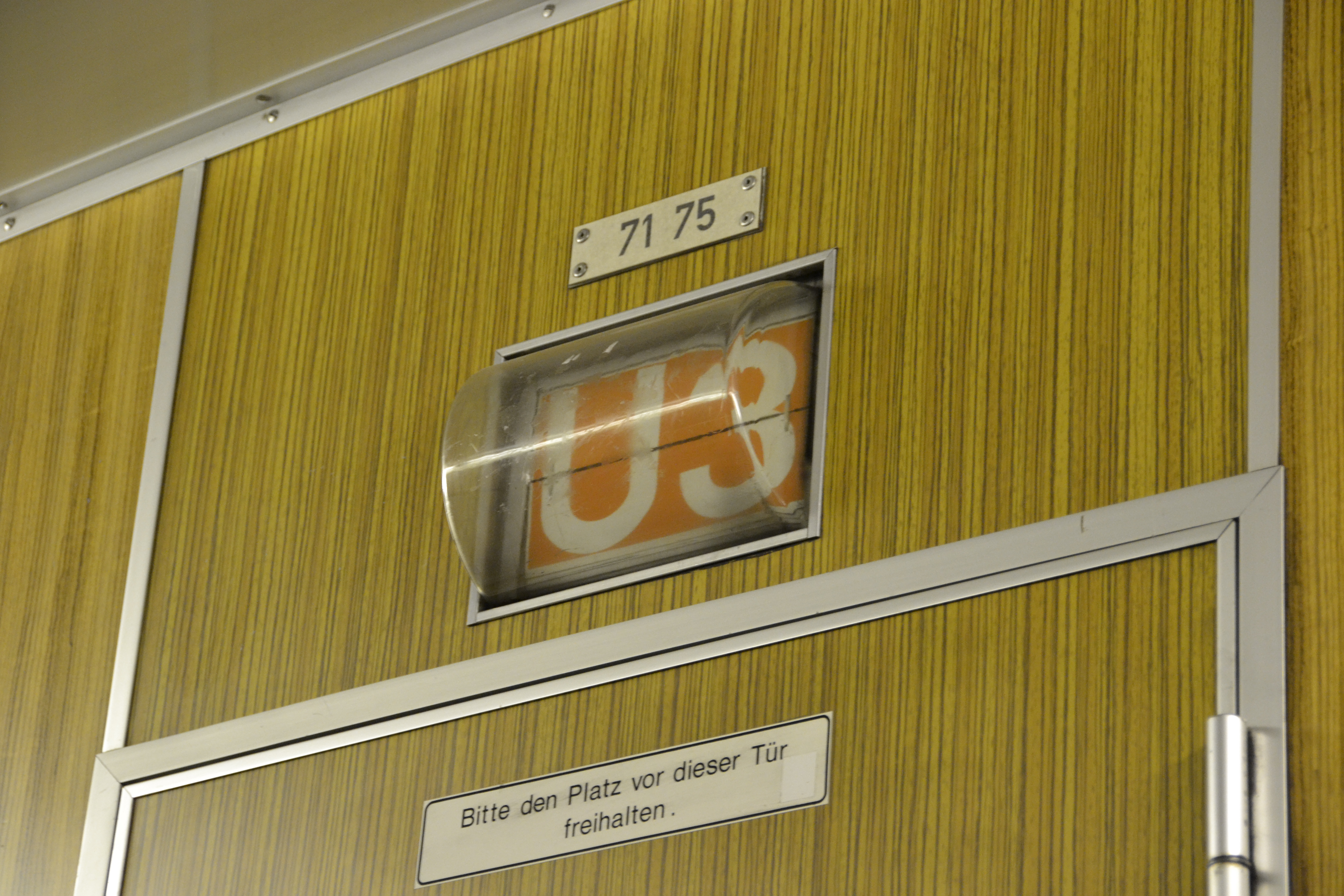
Zusätzliche Fallblattanzeige für die Liniennummer im Innenraum einer Münchner U-Bahn
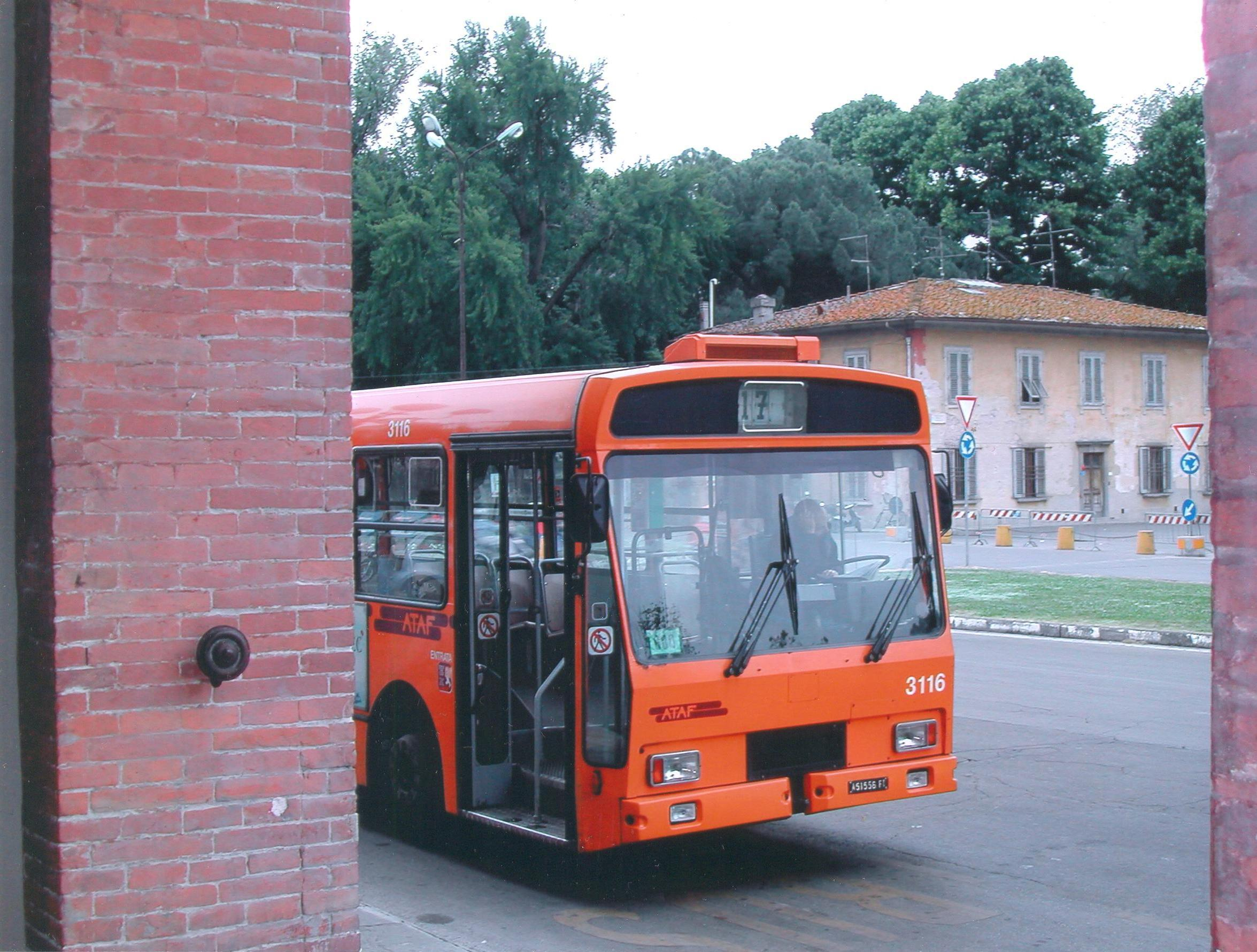
Menarinibus in Florenz

## Geräuschentwicklung
Typisch für größere Fallblattanzeigetafeln an Flughäfen und Bahnhöfen ist deren Geräuschentwicklung beim Aktualisieren des Anzeigenbildes. Um Passagiere auch bei modernen Digitalanzeigen auf die alle paar Minuten stattfindenden Änderungen aufmerksam zu machen, ahmen manche von ihnen die Akustik, das heißt das charakteristische Klappern, Klackern respektive Rauschen, der früheren Anzeigen künstlich nach. Am Flughafen Köln/Bonn ging dabei 2014 eine Anlage in Betrieb, die sich nicht nur akustisch, sondern auch gestalterisch an ihrem klassischen Vorbild orientiert und das frühere Umblättern optisch imitiert.

## Trivia
- Im Film Colossus aus dem Jahr 1970 kommuniziert der Computer, der die Weltherrschaft ergriffen hat, über eine Fallblattanzeige.
- Im Film Und täglich grüßt das Murmeltier aus dem Jahr 1993 kündigt ein Radiowecker mit Fallblattanzeige den sich ständig wiederholenden Tag an.
- In der Serie Lost muss alle 108 Minuten eine bestimmte Zahlenkombination in einen Computer eingegeben werden. Ein Countdown mit Fallblattanzeige zeigt die verbleibende Zeit in Minuten, in den letzten vier Minuten auch mit Sekunden, an.
- Improvisierte Fallblattanzeigen finden neuerdings in der Animationskunst Anwendung[25].